# 金在成
金 在成（キム・ジェソン、1983年10月3日 - ）は、大韓民国出身の元サッカー選手。現役時代のポジションはミッドフィールダー。

## 経歴
亜洲大学校を経て、2005年、済州ユナイテッドFCの前身である富川SKにてプロデビューを飾る。2008年から浦項スティーラースに所属し、チームの中心的存在として、AFCチャンピオンズリーグ2009制覇の立役者となった。
韓国代表としては2010年1月9日のガンビア戦にてA代表デビュー。東アジアサッカー選手権2010の日本戦では駄目押しとなるゴールを決め、勝利に貢献した。

## 所属クラブ
- 富川SK 2005
- 済州ユナイテッドFC 2006-2007
- 浦項スティーラース 2008-2014
  -  尚州尚武FC 2012-2013（兵役）
- ソウルイーランドFC 2015-2017
  -  済州ユナイテッドFC 2016
- アデレード・ユナイテッドFC 2017
- 全南ドラゴンズ 2018
- ウドーンターニーFC 2018

## 代表歴

### 出場大会
- 韓国代表
  - 2010 FIFAワールドカップ

### 試合数
- 国際Aマッチ 15試合 2得点（2010年-2012年）[1]

| 韓国代表 | 国際Aマッチ | 国際Aマッチ |
| 年       | 出場        | 得点        |
| -------- | ----------- | ----------- |
| 2010     | 11          | 2           |
| 2011     | 2           | 0           |
| 2012     | 2           | 0           |
| 通算     | 15          | 2           |

## 指導歴
- 2020年 - 仁川ユナイテッドFC [2]